# 入境事務處總部
入境事務處總部（英語：Immigration Headquarters），是香港入境事務處的專用辦公大樓，位於香港新界西貢區將軍澳寶邑路61號，鄰近港鐵將軍澳站及調景嶺站，以及在建的將軍澳政府合署和將軍澳第67區聯用綜合大樓。大樓佔地約17200平方米，分為第一座及第二座，2022年11月完成平頂儀式，2023年9月完工，2024年6月11日投入服務。2024年8月3日，大樓正式揭幕，並由政務司司長陳國基、入境事務處處長郭俊峯主禮。

## 結構
大廈總建築面積約為1.72萬平方米，合共14萬平方米，設兩橦高18層，分為南、北兩翼的行政大樓、一幢樓高16層的執法大樓及一層地庫停車場。

## 樓層分布

### 行政大樓
- 10樓：紀錄中心—出入境統計處、管理審核組、紀錄及數據管理組、管制支援組
- 9樓：國際協作組、人事登記紀錄組、人事登記機密檔案小組
- 8樓：演講廳
- 7樓：e-道登記處、就業及旅遊簽證組、居留權證明書組
- 6樓：優秀人才及內地居民組
- 5樓：延期逗留組、其他簽證及入境許可組
- 4樓：外籍家庭傭工組
- 3樓：居留權組、人事登記處—將軍澳辦事處（登記服務）
- 2樓：旅行證件及國籍（申請）組、婚姻登記處—將軍澳婚姻登記處、出生登記處—將軍澳出生登記處
- 1樓：旅行證件（簽發）組、人事登記處—將軍澳辦事處（領證服務）、自助領取個人證件服務站
- UG樓：查詢及聯絡組、自助領取個人證件服務站
- 地下：收發分組、婚姻登記處—將軍澳婚姻登記處（婚姻禮堂）、自助領取個人證件服務站

### 執法大樓
- 15樓：調查分科中央行政組
- 14樓：調查分科 - 調查行動組
- 13樓：調查分科 - 一般調查組
- 11樓：調查分科 - 特遣隊
- 10樓：遣送審理及訴訟分科（二）、外傭專責調查組
- 9樓：遣送審理及訴訟分科（一）
- 7樓：遣送審理及訴訟分科（三）及（四）
- 3樓：檢控及遺送分科 - 檢控組
- 2樓：入境處總部羈留中心
- 1樓：檢控及遣送分科 - 遞解及遣送離境組

## 工業意外
2022年3月22日早上，地盤一個位於天台的巨型天秤下墜事故，幸無人受傷。事故發生後，建築署與發展局即時召見承建商管理層，要求交代事故，初步懷疑與機件故障有關。到同年12月28日上午10時許，地盤再次發生冧天秤事件，並壓毀頂層棚架，無人受傷。
2022年5月22日，地盤發生致命工業意外，一個約2米高的升降機支架平台突然倒塌，一名48歲男工人被壓中頭部傷重不治。涉案的智勤造木事後被勞工處檢控。案件於2023年4月20日在觀塘裁判法院宣判，公司被判罰款25.5萬元。

## 圖集

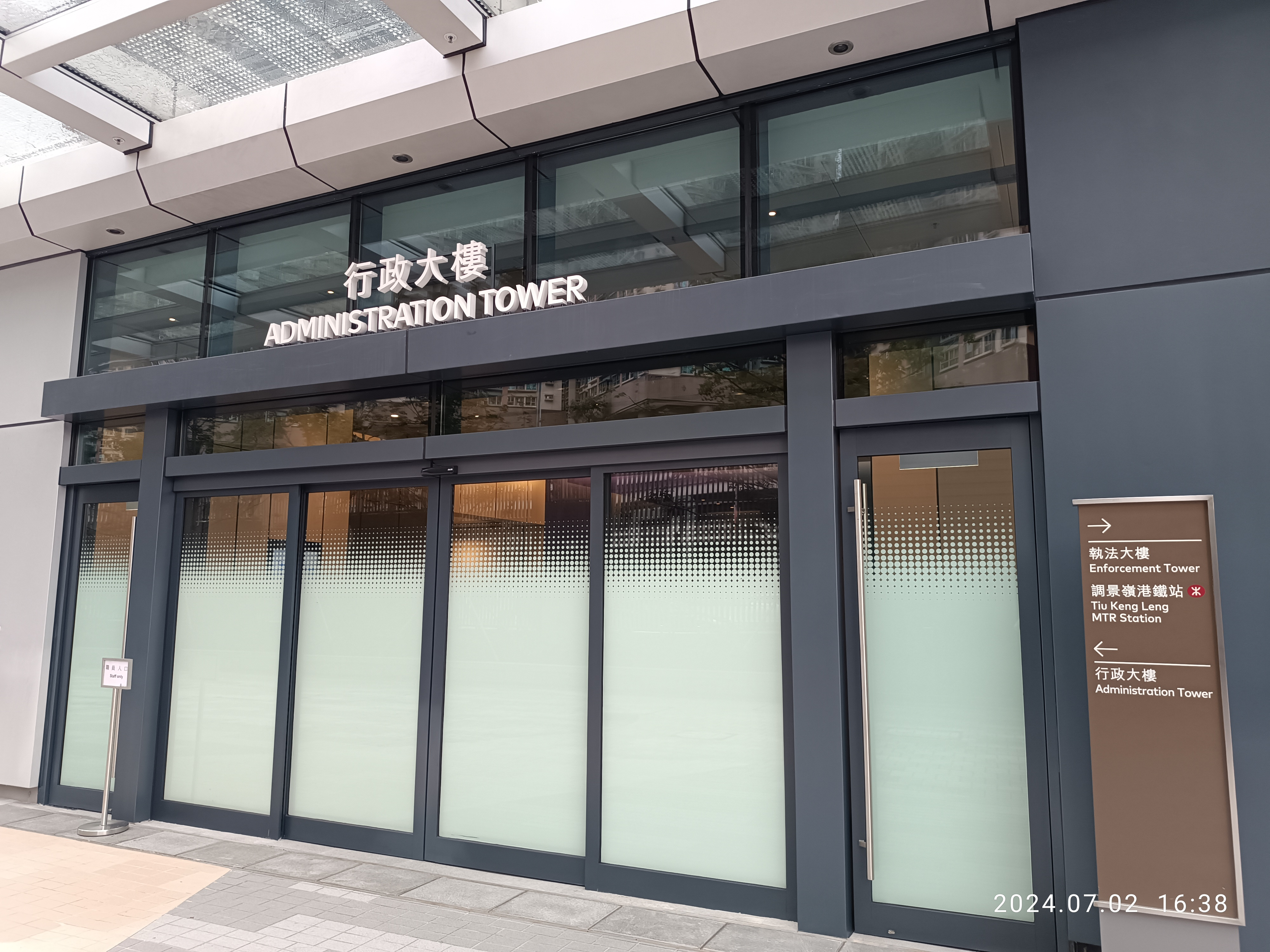
行政大樓入口
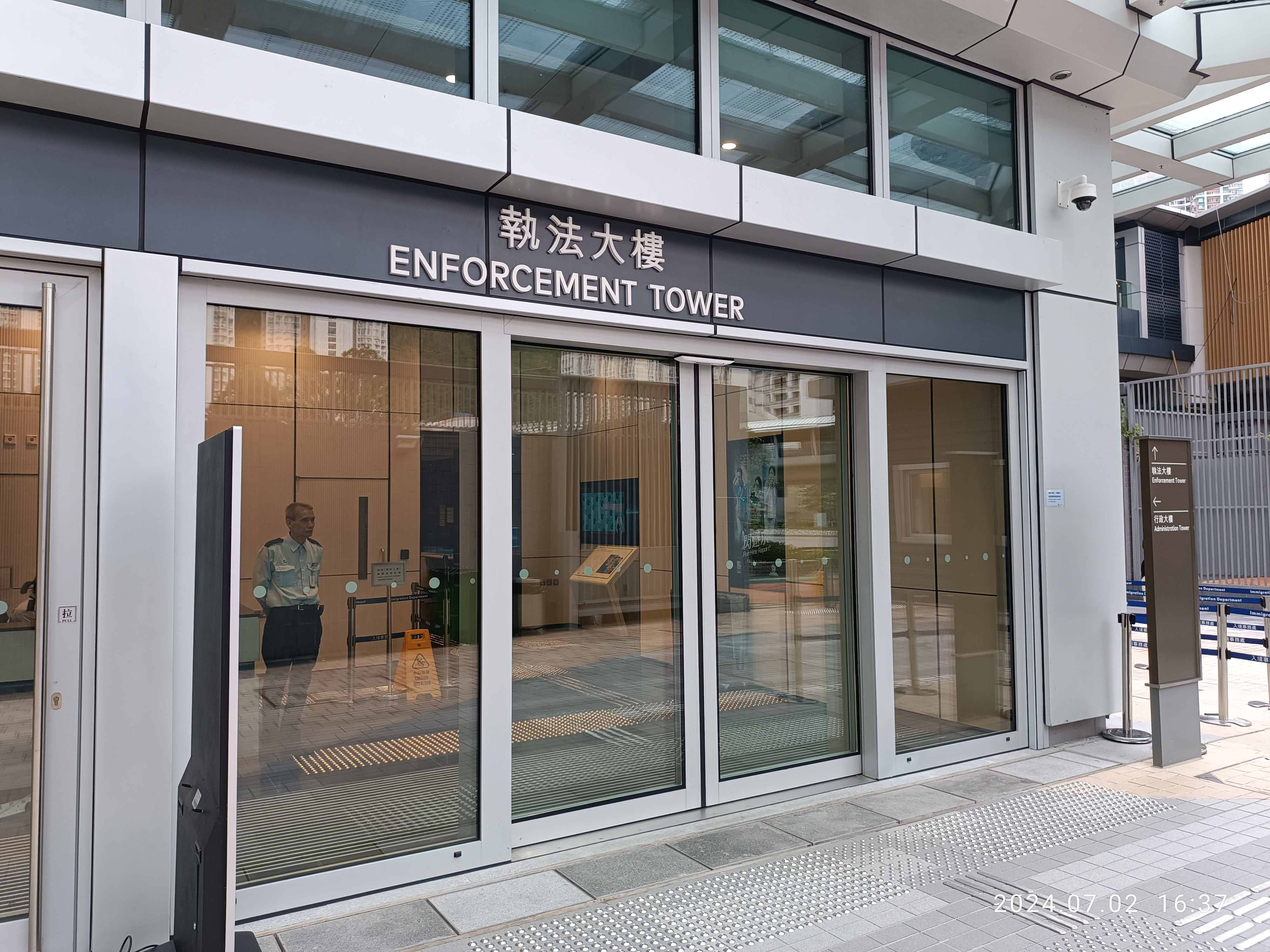
執法大樓入口
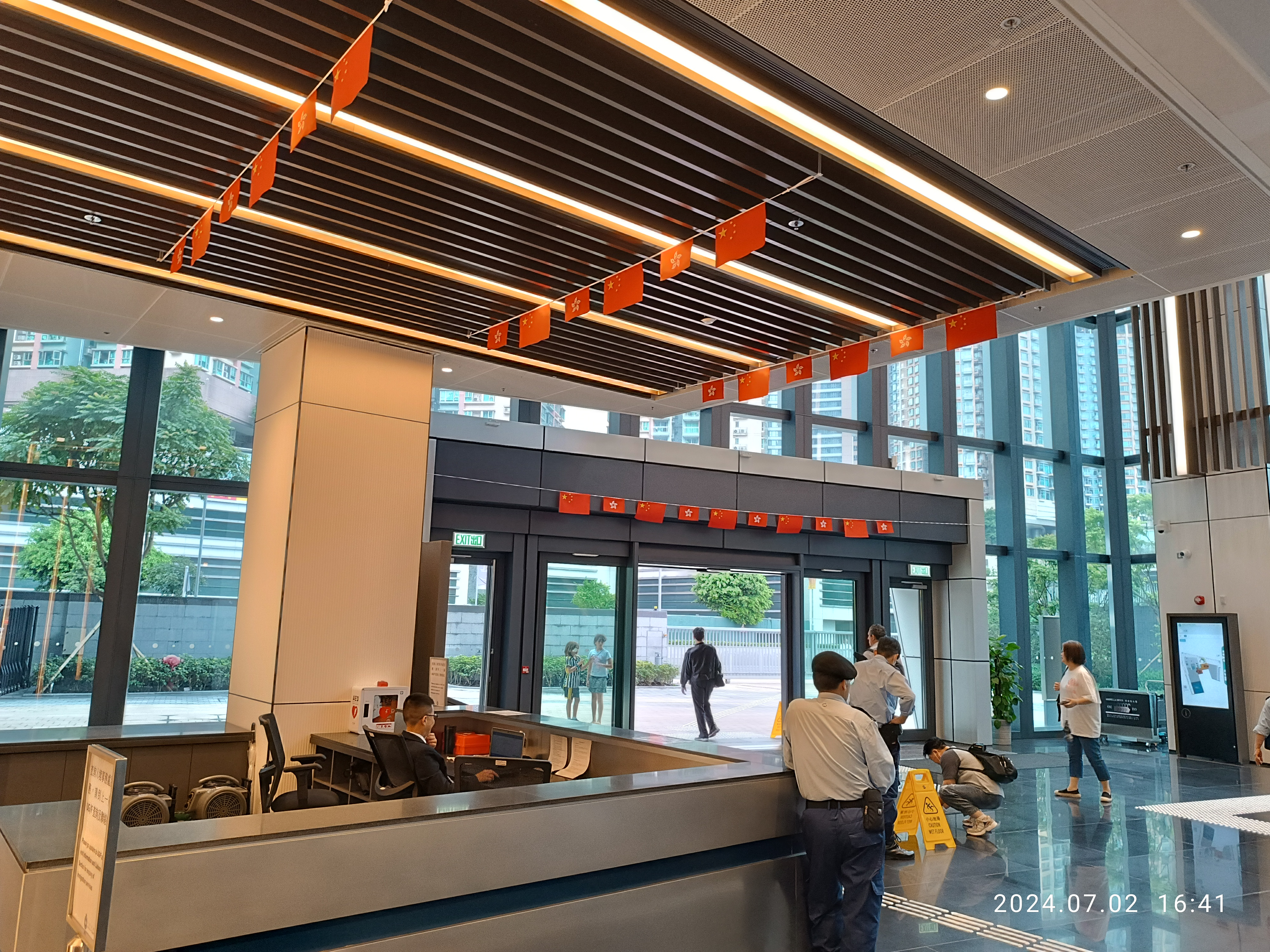
行政大樓地下大堂
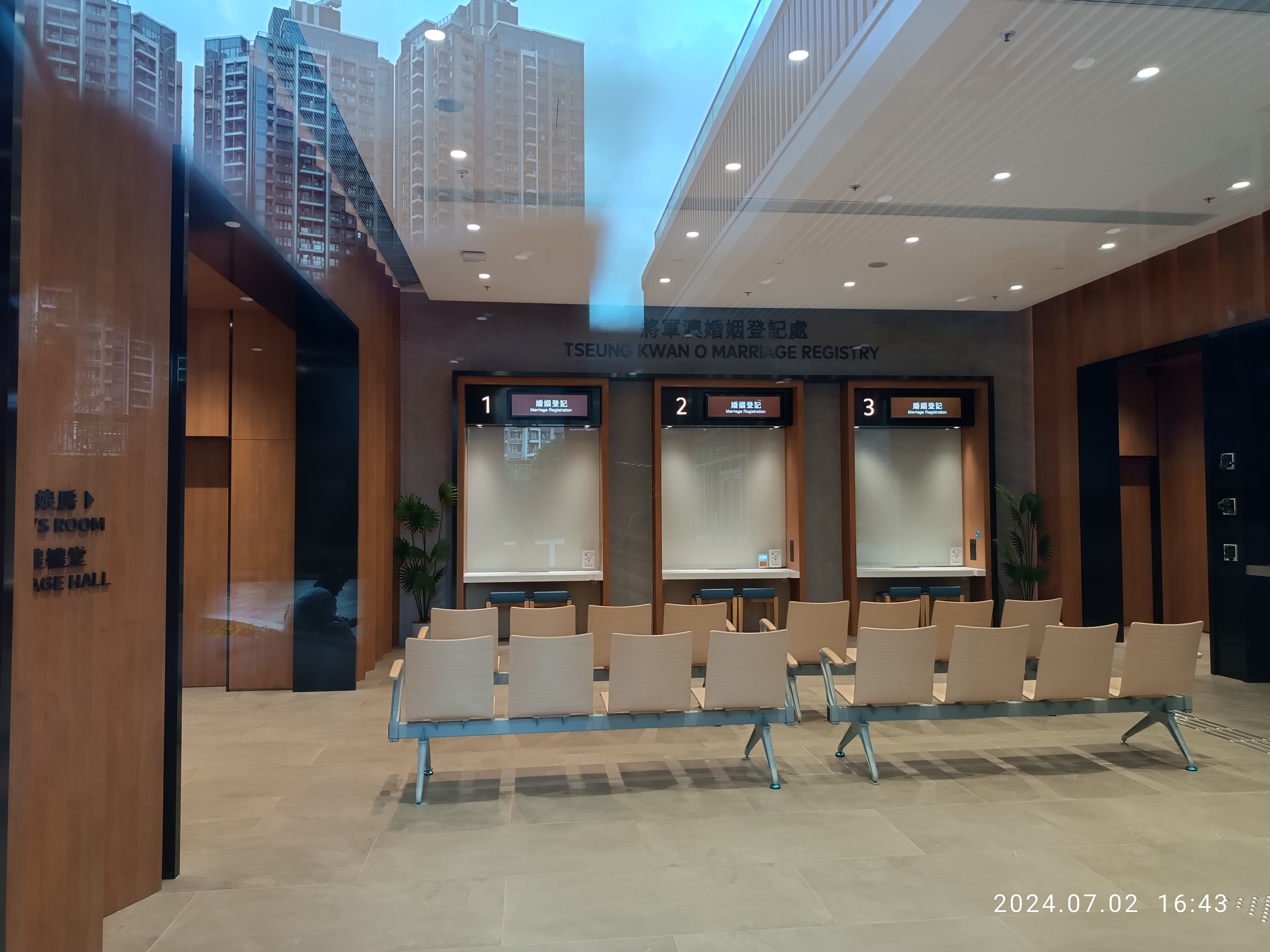
將軍澳婚姻登記處

## 興建圖集

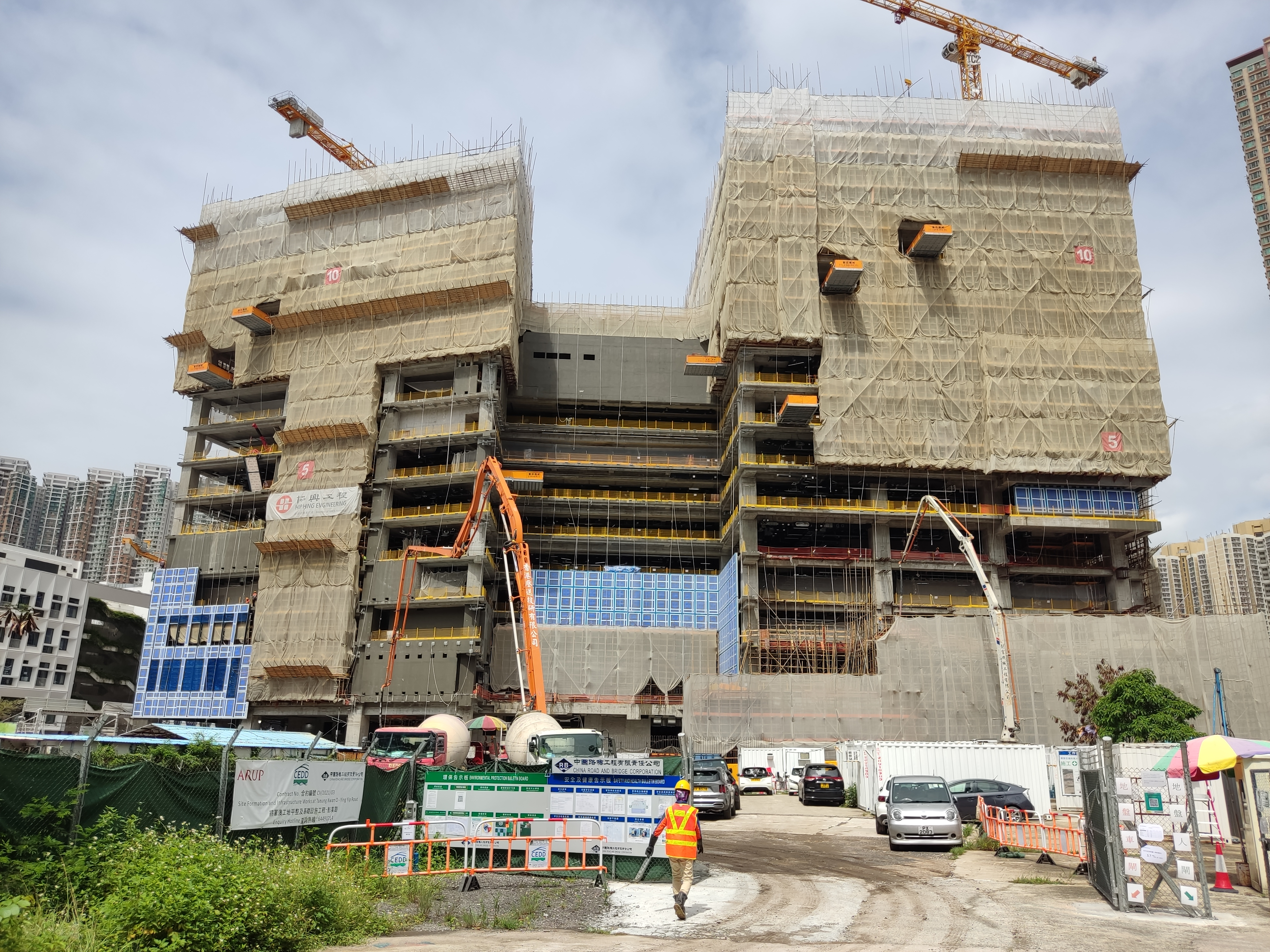
2022年5月
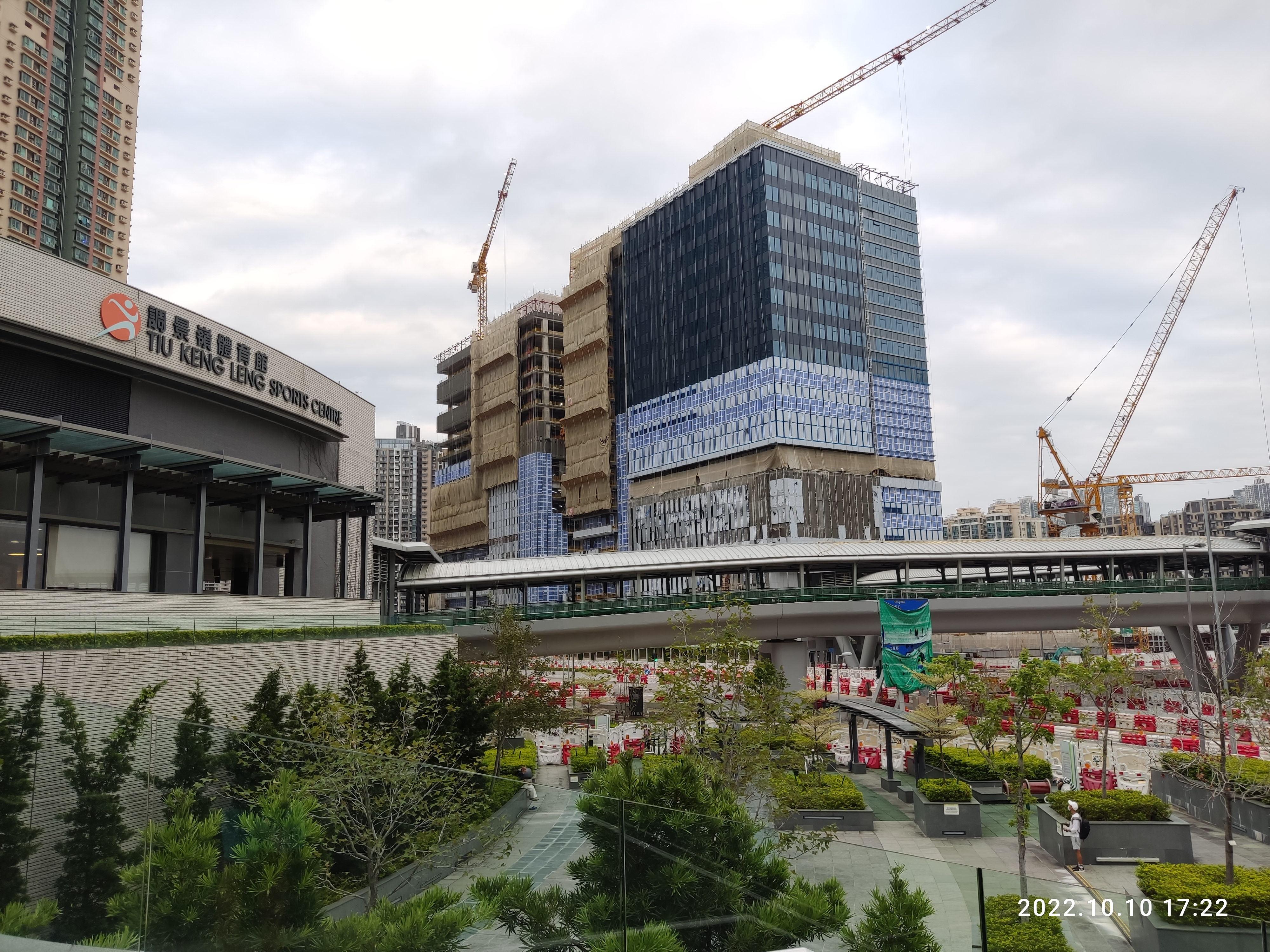
2022年10月
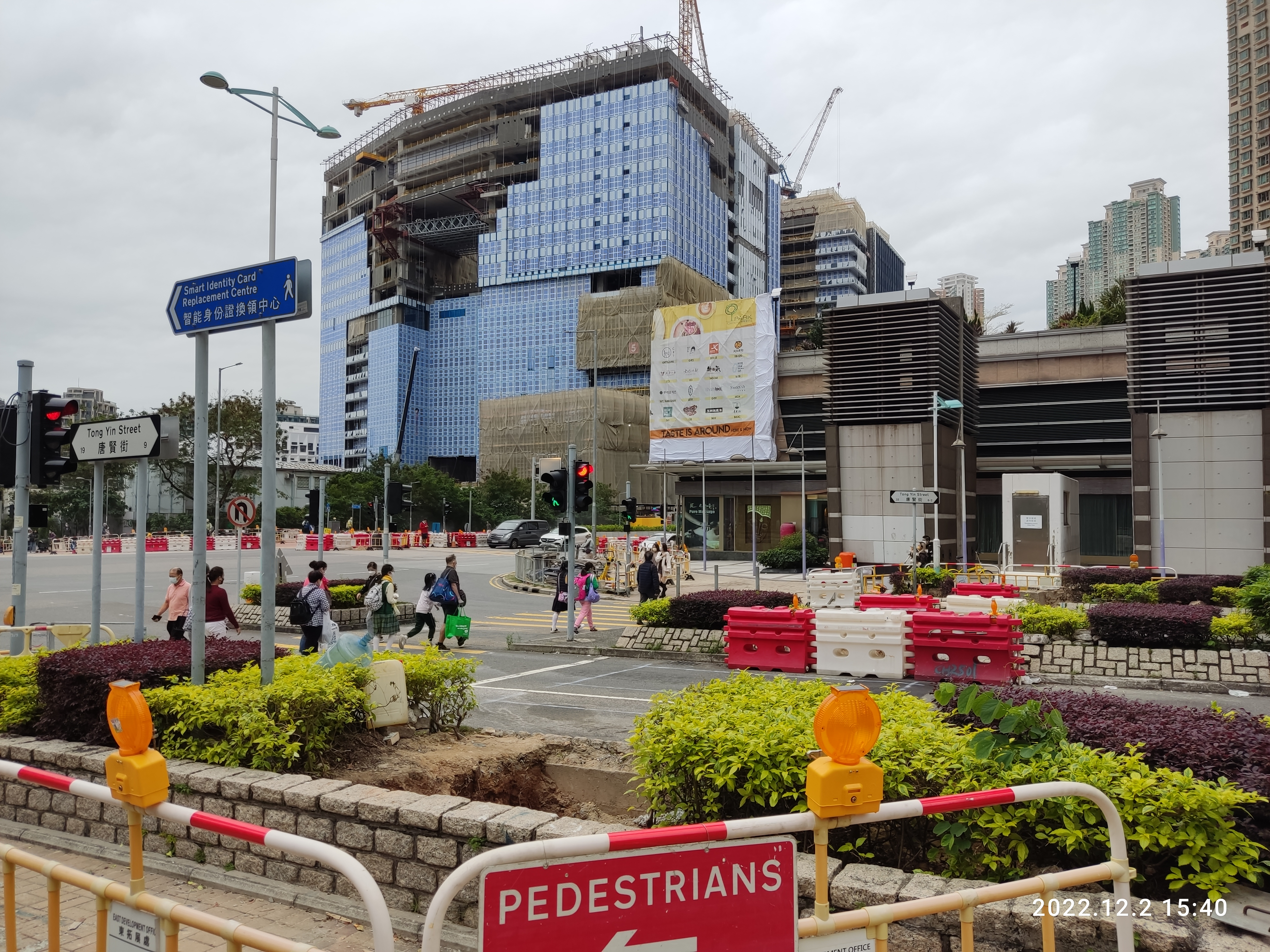
2022年12月
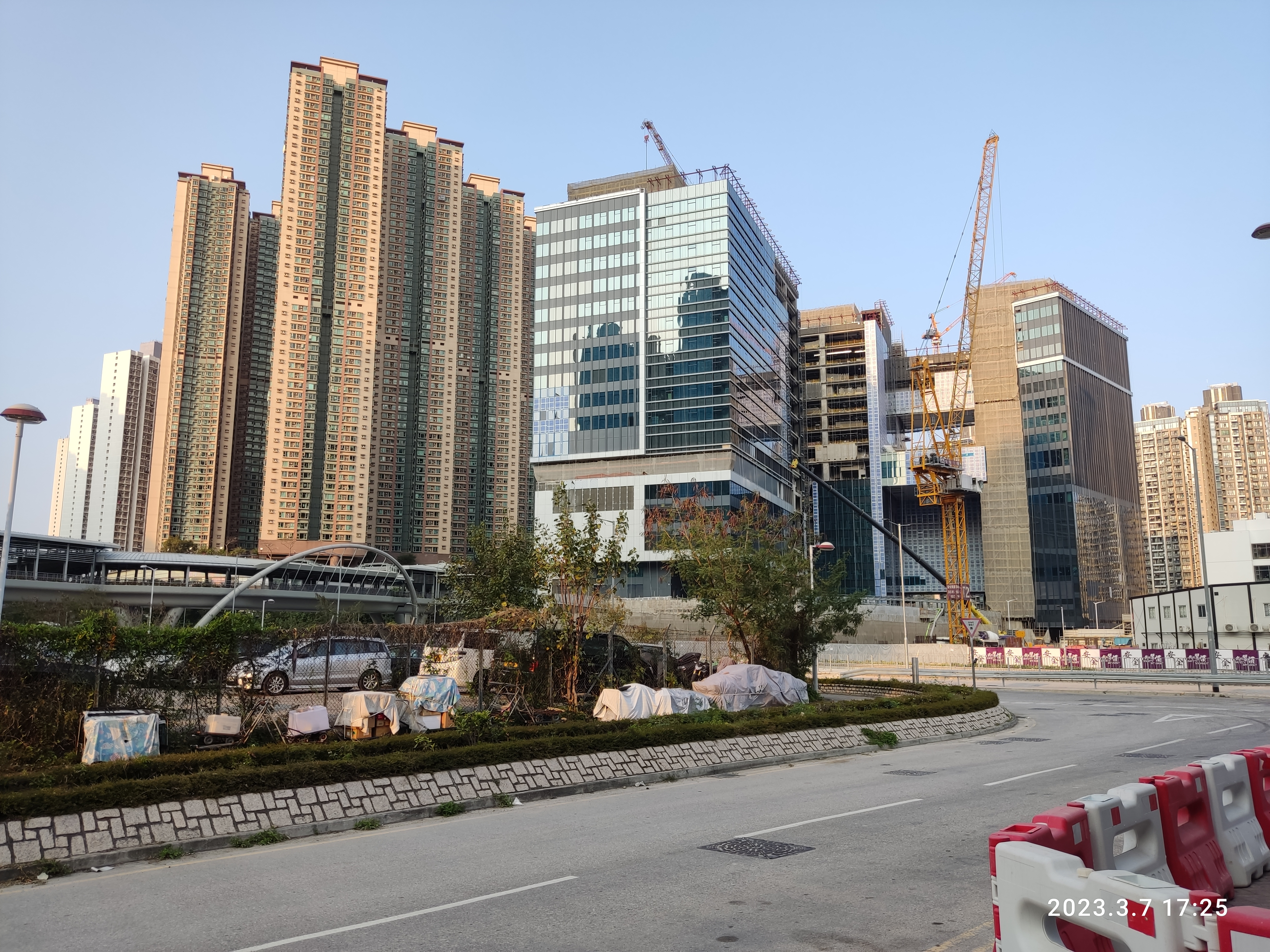
2023年3月
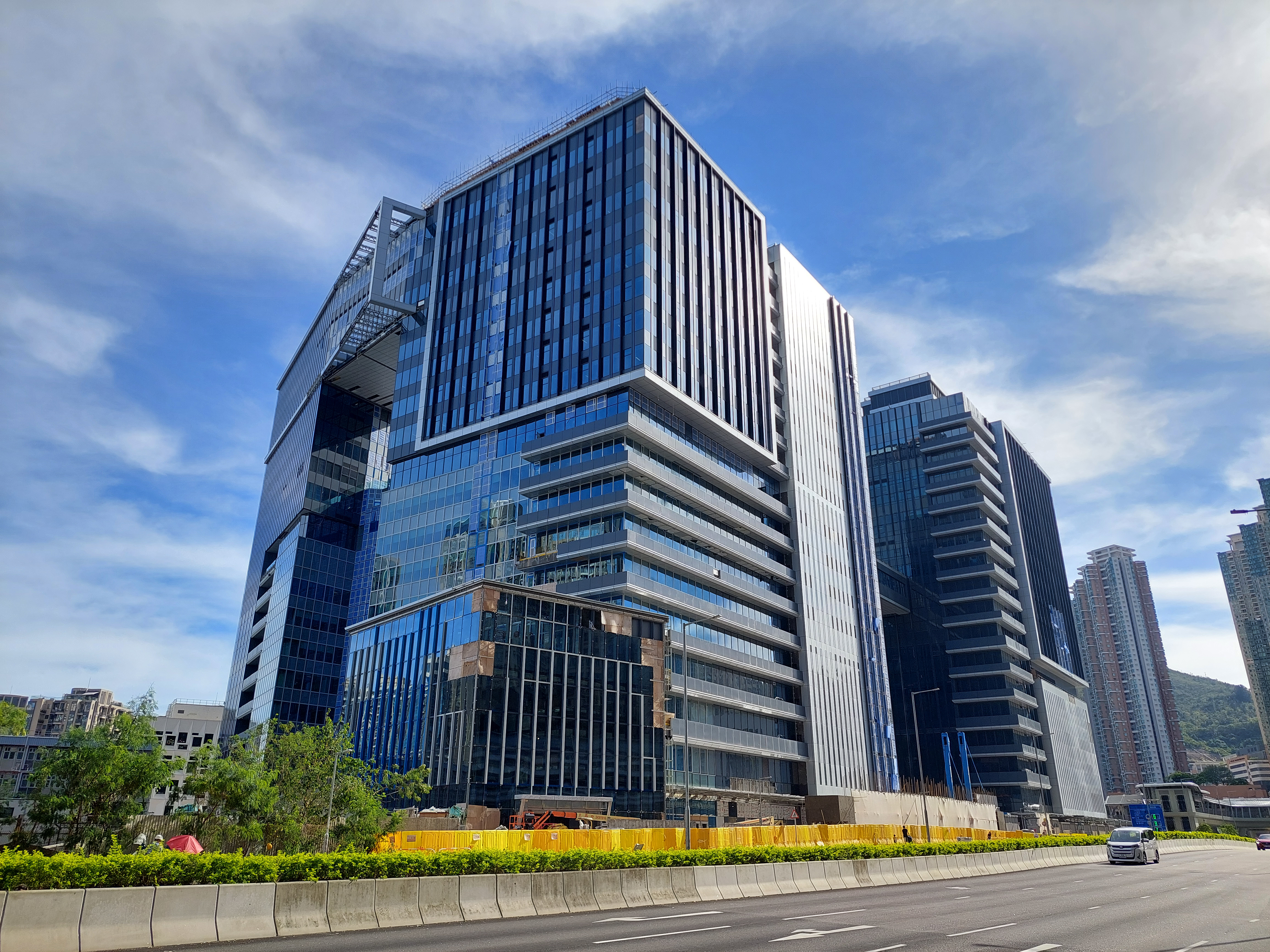
2023年9月
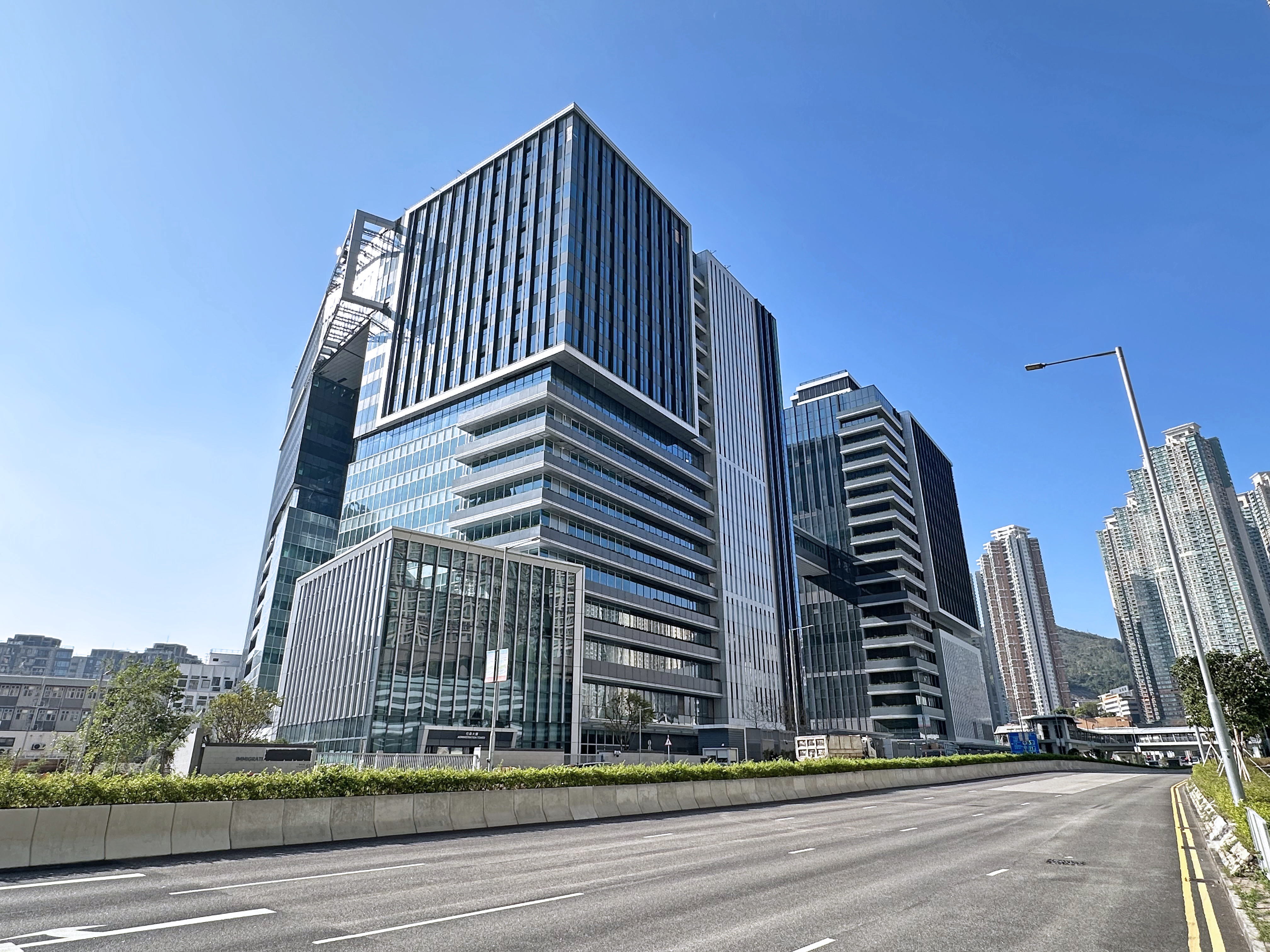
2023年12月